# Cornelis Gielis

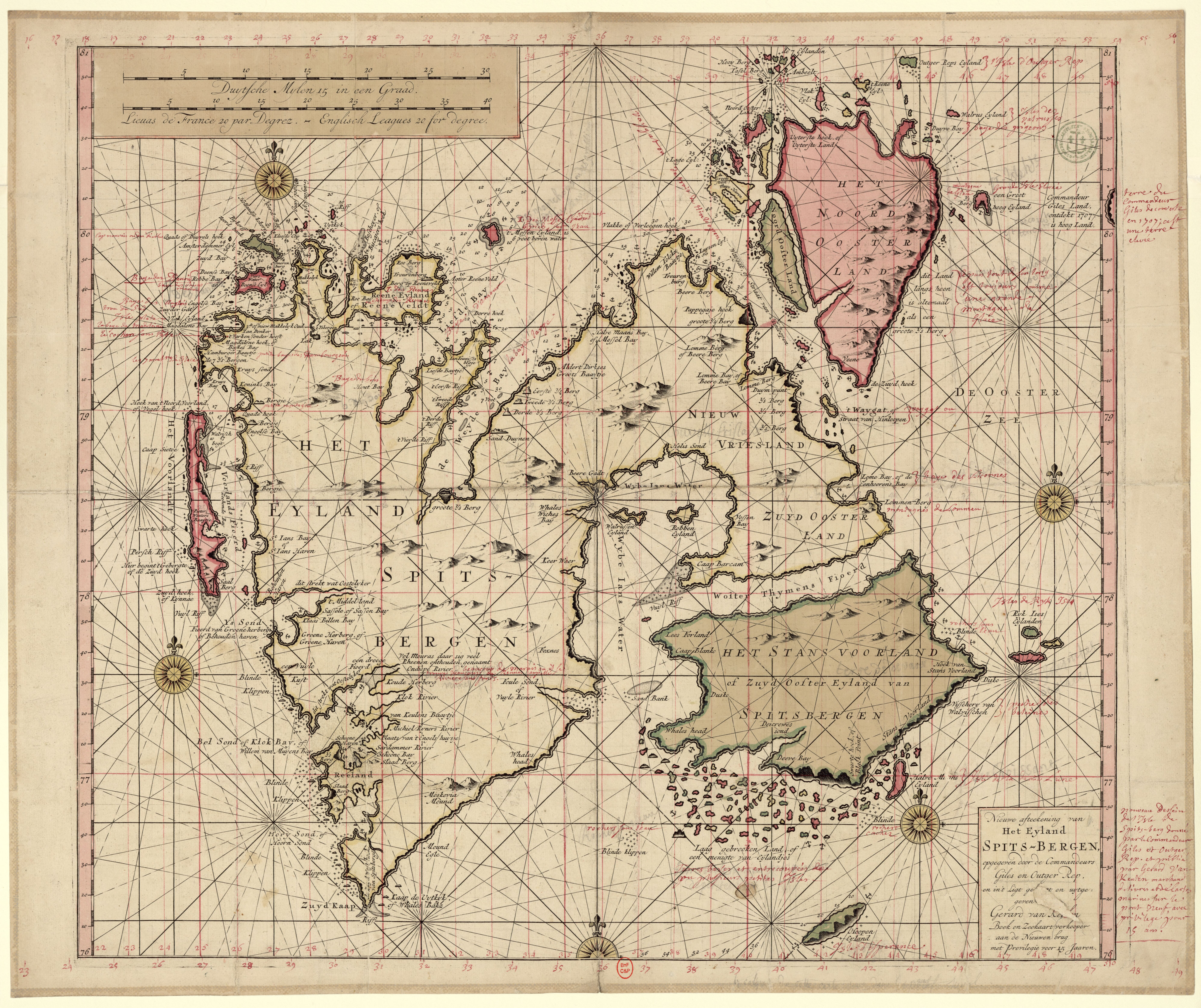

Cornelis Cornelisz. Gielis (Den Helder, ca. 1675 – 2 juli 1722) was een Nederlands cartograaf en tevens zee- en walvisvaarder. 
Gielis was in de periode 1700-1722 commandeur voor de walvisvaart bij Groenland. Hij bracht samen met commandeur Outger Rep de ijszeeën rondom de Noorse eilandengroep Spitsbergen in kaart. Deze gegevens zijn gebruikt voor de Spitsbergen-kaart van Gerard van Keulen (1678-1726) uit 1710. Als commandeur op zijn derde reis heeft Gielis in 1707 een eiland ontdekt dat naar hem werd vernoemde als Commandeur Gillesland (thans Kvitøya). Ook de zeestraat Gilessundet is naar hem vernoemd. 
Gielis overleed aan boord op 2 juli 1722. Zijn stoffelijk overschot werd mee teruggenomen naar Den Helder, waar het op 19 augustus 1722 werd begraven.

## Persoonlijk leven
Het geslacht Gielis leverde een aantal generaties zeevaarders op. Cornelis Gielis trouwde in 1695 met Aegt Cornelis Foppes. Uit dit huwelijk werden zes zonen geboren, waarvan er drie op zeer jonge leeftijd overleden. De oudste zoon is Cornelis Cornelisz Gielis.

Gielis was katholiek.

## Trivia
- De Rotterdamse schrijver en dichter Jules Deelder stamde af van de familie Gielis.[4][5]